# ZX Spectrum
ZX Spectrum (UK /zɛd ɛks/) este un computer personal pentru acasă pe 8 biți dezvoltat de Sinclair Research⁠(d). A fost lansat pentru prima dată în Regatul Unit la 23 aprilie 1982 și a devenit cel mai bine vândut microcomputer din Marea Britanie.
Denumit în timpul dezvoltării ZX81 Colour și ZX82, a fost lansat ca ZX Spectrum pentru a evidenția afișajul color al mașinii, în comparație cu afișajul alb-negru al predecesorului său, ZX81⁠(d). Spectrum a fost lansat în opt modele diferite, de la primul model cu 16 KB RAM lansat în 1982 la ZX Spectrum +3 cu 128 KB RAM și unitate de dischetă din 1987. 
În total, s-au vândut peste 5 milioane de unități în întreaga lume (fără a număra clonele neoficiale).
Spectrum a fost printre primele computere de acasă din Regatul Unit destinate unui public mainstream, similar ca semnificație cu Commodore 64 din SUA sau MO5⁠(d) din Franța. Apariția pe piață a produselor ZX Spectrum a dus la un boom al companiilor producătoare de software și hardware pentru astfel de sisteme, ale căror efecte încă se văd. Unii îl creditează ca dispozitivul care a lansat industria tehnologiei informației din Marea Britanie. Au urmat oferte de licențiere și clone, ceea ce i-a adus lui Clive Sinclair⁠(d) titlul de cavaler pentru serviciile oferite industriei britanice.
Commodore 64, Dragon 32, Oric-1⁠(d), Oric Atmos, BBC Micro⁠(d) și mai târziu gama Amstrad CPC⁠(d) au fost rivali cu Spectrum pe piața din Marea Britanie la începutul anilor 1980. 
Producția sa a fost întreruptă oficial în 1992.

## Hardware

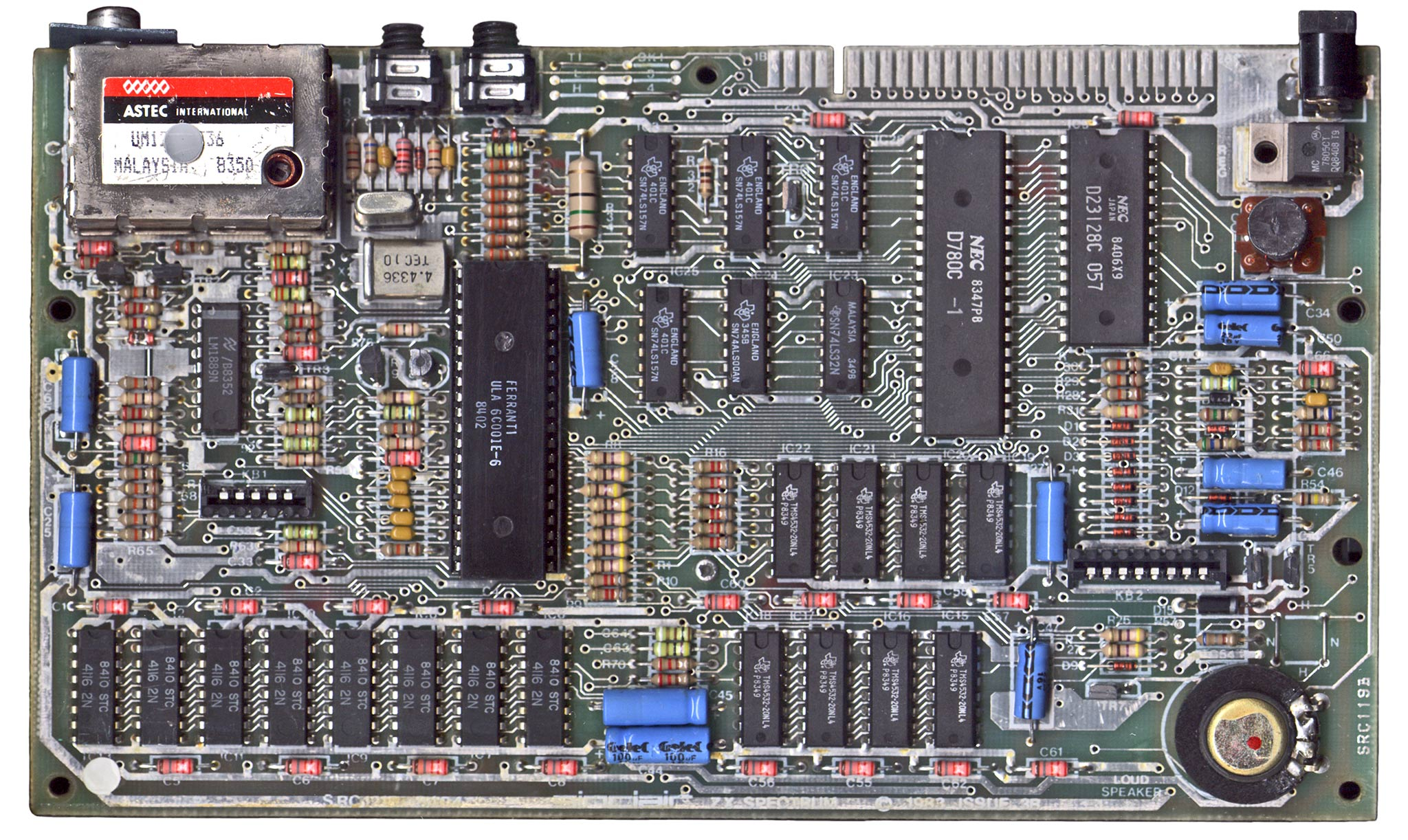
Placă de bază ZX Spectrum 48K (numărul 3B: 1983, ventilatorul este scos)

Spectrum se bazează pe un Zilog Z80, un procesor care rulează la 3.5 MHz (sau clona NEC D780C-1). Modelul original are 16 KB (16×1024 octeți) de ROM și 16 KB sau 48 KB de RAM. Designul hardware a fost proiectat de Richard Altwasser⁠(d) de la Sinclair Research, iar aspectul exterior a fost proiectat de designerul industrial de loa Sinclair Rick Dickinson⁠(d).
Ieșirea video se face printr-un modulator RF și a fost concepută pentru a fi utilizată cu televizoarele contemporane, cu un afișaj grafic color simplu. Textul poate fi afișat folosind 32 coloane × 24 rânduri de caractere din setul de caractere ZX Spectrum sau dintr-un set furnizat în cadrul unei aplicații, dintr-o paletă de 15 nuanțe: șapte culori la două niveluri de luminozitate fiecare, plus negru. Rezoluția imaginii este de 256×192 cu aceleași limitări de culoare. Pentru a economisi memoria, culoarea este stocată separat de bitmap-ul pixelului la o rezoluție scăzută, la o suprapunere cu grilă de 32×24, corespunzătoare celulelor caracterelor. În practică, aceasta înseamnă că toți pixelii unui bloc de caractere de 8x8 au o culoare de prim plan și o culoare de fundal. Altwasser a primit un brevet pentru acest design.
Mașina a fost fabricată în Dundee, Scoția, în fabrica Timex⁠(d), acum închisă. 

## Firmware

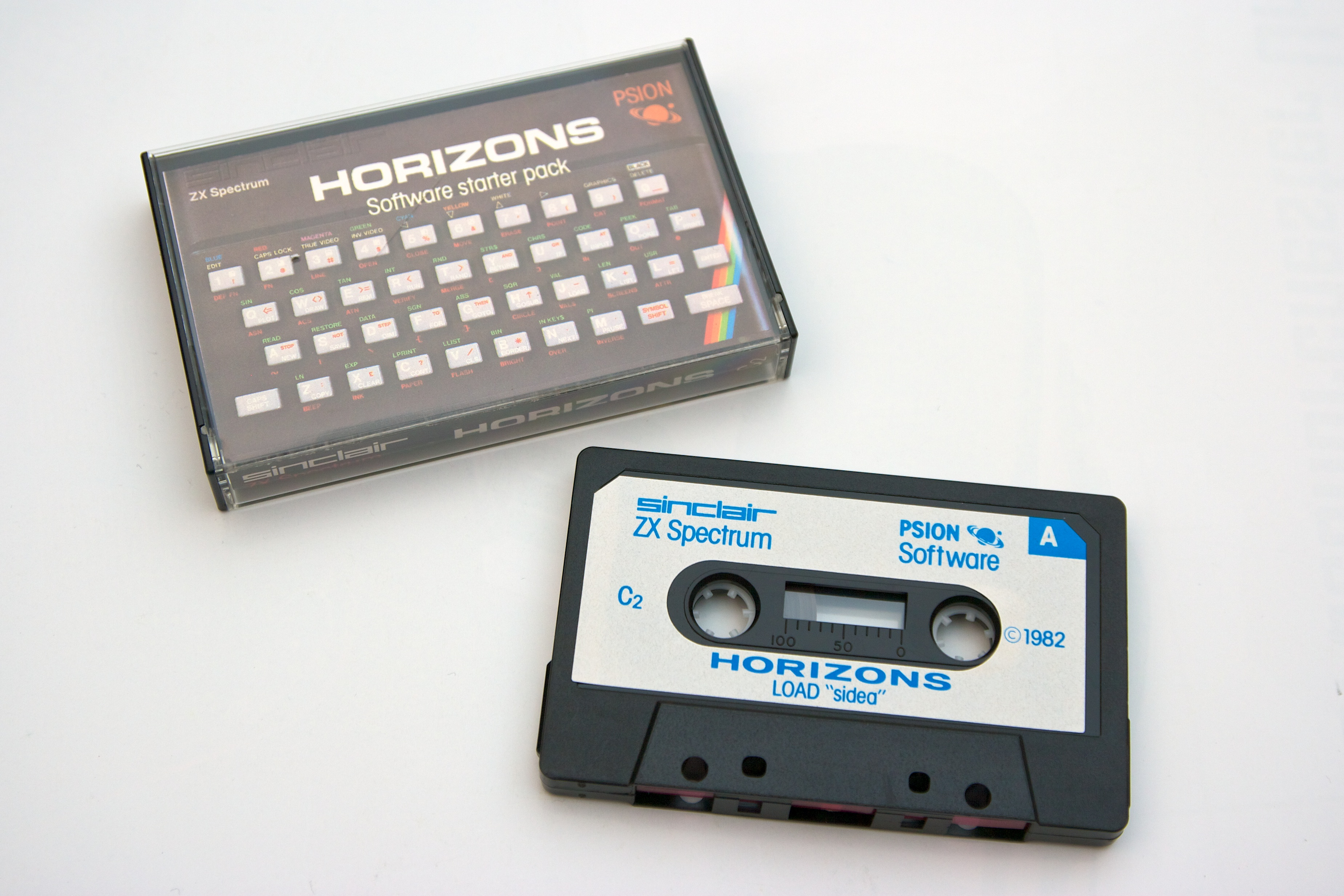
Casete pentru ZX Spectrum

Interpretul Sinclair BASIC⁠(d) al mașinii este stocat în ROM (împreună cu rutinele fundamentale ale sistemului) și a fost scris sub contract de Steve Vickers de la Nine Tiles Ltd. Tastatura chiclet a lui Spectrum este marcată cu cuvinte cheie BASIC. De exemplu, apăsând „G” în modul de programare s-ar introduce comanda de bază GO TO.
Interpretul BASIC a fost dezvoltat din cel folosit pe ZX81⁠(d) și un program ZX81 BASIC poate fi introdus într-un Spectrum în mare parte nemodificat, dar Spectrum BASIC a inclus multe caracteristici suplimentare, făcându-l mai ușor de utilizat. Setul de caractere ZX Spectrum a fost extins față de cel al ZX81, care nu conținea litere mici. Spectrum BASIC a inclus cuvinte cheie suplimentare pentru afișarea și sunetul mai avansat și a acceptat linii cu mai multe declarații. Interfața casetei era mult mai avansată, salvând și încărcându-se de aproximativ cinci ori mai rapid decât ZX81 (1500 biți pe secundă față de 307), și spre deosebire de ZX81, Spectrum putea menține afișajul televizorului în timpul operațiunilor de stocare și recuperare a benzilor casetei audio. Pe lângă faptul că poate salva programe, Spectrum poate salva conținutul matricelor, conținutul memoriei ecranului și conținutul oricărui interval definit de adrese de memorie.

## Periferice
Mai multe periferice au fost comercializate de Sinclair: Imprimanta ZX era deja pe piață, deoarece magistrala de expansiune ZX Spectrum era parțial compatibilă cu cea a ZX81.
Modulul suplimentar ZX Interface 1 a inclus 8 KB de ROM, un port serial RS-232⁠(d), o interfață LAN proprietară (numită ZX Net) și o interfață pentru conectarea a până la opt ZX Microdrive⁠(d) – dispozitive oarecum nesigure, dar rapide de stocare a cartușelor cu bandă, lansate în iulie 1983. Acestea au fost utilizate într-o versiune revizuită pe Sinclair QL⁠(d), al cărui format de stocare era compatibil electric, dar incompatibil din punct de vedere logic cu Spectrum. Sinclair a lansat, de asemenea, ZX Interface 2, care a adăugat două porturi pentru joystick și un port pentru cartuș ROM.
Au existat o mulțime de suplimente hardware terțe. Cele mai cunoscute dintre acestea au inclus interfața joystick-ul Kempston, interfața Morex Peripherals Centronics /RS-232, unitatea Currah Microspeech (sinteza vorbirii), Videoface Digitiser, pachetul RAM, Cheetah Marketing SpecDrum, o mașină de tobe și Multiface, un instrument de instantaneu și dezasamblare de la Romantic Robot. Tastaturile au fost deosebit de populare, având în vedere senzația notorie de „carne moartă” a originalului.

## Software
În timp ce jocurile cuprindeau majoritatea software-ului comercial ZX Spectrum, existau și implementări de limbaj de programare, baze de date (de ex. VU-File), procesoare de text (de ex Tasword II),  foi de calcul (de ex VU-Calc), instrumente de desen și pictură (de ex OCP Art Studio) și chiar modelarea 3D (de ex VU-3D)  și software de arheologie.
Potrivit celui de-al 90-lea număr al revistei britanice de jocuri GamesMaster, cele mai bune zece jocuri lansate au fost (în ordine descrescătoare) Head Over Heels, Jet Set Willy⁠(d), Skool Daze⁠(d), Renegade⁠(d), R-Type⁠(d), Knight Lore⁠(d), Dizzy, The Hobbit, The Way of the Exploding Fist⁠(d) și Match Day II⁠(d).
Ultimul joc comercial lansat pentru Spectrum a fost Dalek Attack de la Alternative Software, care a fost lansat în iulie 1993.

### Distribuție
Majoritatea programelor Spectrum au fost distribuite inițial pe casete audio. Spectrum a fost destinat să funcționeze cu un casetofon domestic normal.
Deși Interface 2 s-a dovedit popular, costul ridicat al cartușelor ROM și faptul că acestea erau limitate la 16K în dimensiune, au făcut ca foarte puține titluri să fie lansate în acest format. 
Software-ul a fost distribuit prin presa scrisă; reviste  și cărți.  Cititorul poate tasta manual lista programului BASIC în computer, poate rula programul scris și poate să îl salveze pe casetă audio pentru o utilizare ulterioară. Software-ul distribuit în acest fel a fost în general mai simplu și mai lent decât omologii săi în limbaj de asamblare. Reviste imprimau liste lungi de cifre hexazecimale cu suma de control pentru jocuri sau instrumente cu coduri de mașină.
O altă metodă de distribuire a software-ului a fost de a difuza fluxul audio de pe casetă pe un alt mediu și de a solicita utilizatorilor să-l înregistreze ei înșiși pe o casetă audio. În emisiunile de radio sau de televiziune din multe țări europene, gazda descrie un program, îndruma publicul să conecteze un casetofon la radio sau TV și apoi difuza programul prin undele în format audio. Unele reviste au distribuit discuri flexidisc de 7" 33⅓ rpm, o variantă a discurilor de vinil obișnuite care puteau fi redate pe un recorder standard. Aceste discuri erau cunoscute sub diferite nume de marcă comercială, inclusiv „Floppy ROM⁠(d)”, „Flexisoft” și „Discoflex”.

## Recepție
BYTE⁠(d) în ianuarie 1983 a recunoscut atractivitatea prețului scăzut de 125 de lire sterline al Spectrum pentru consumatorii britanici și l-a numit o „mașină promițătoare”. A criticat tastatura; „Ieftină sau nu, aspectul... este imposibil de justificat... prost conceput din mai multe puncte de vedere”. Recenzia a fost sceptică cu privire la atracția computerului pentru consumatorii americani dacă este vândut cu US$220 — „greu competitiv cu unitățile americane comparabile cu costuri reduse” — și se aștepta ca Timex să-l vândă cu 125–150.

## Moștenire
Pe 23 aprilie 2012, un doodle Google a onorat cea de-a 30-a aniversare a Spectrum. Întrucât a coincis cu Ziua Sfântului Gheorghe, logo-ul era al Sfântului Gheorghe care luptă cu un dragon în stilul unui ecran de încărcare Spectrum.
În decembrie 2018, unul dintre finalurile alternative din Black Mirror: Bandersnatch a inclus personajul principal care redă audio după o casetă de date care, atunci când este încărcat într-un emulator software ZX Spectrum, generează un cod QR care duce la un site web cu o versiune jucabilă a jocului Nohzdyve prezentat în episod.
Unii programatori au continuat să codifice pentru platformă folosind emulatori pe computere.
Din 2020, există un muzeu, LOAD ZX Spectrum, dedicat ZX Spectrum și altor produse Sinclair (precum Timex, Investrónica și multe altele), situat în Cantanhede, Portugalia.